# ウラン (メトロポール・ド・リヨン)
ウラン （Oullins）は、フランス、オーヴェルニュ＝ローヌ＝アルプ地域圏、メトロポール・ド・リヨンのコミューン。

## 地理
リヨン西部のバンリューであり、サント＝フォワ＝レ＝リヨン、ラ・ミュラティエールと接する。

## 交通
- 鉄道 - TERローヌ＝アルプ、ウラン駅。2013年にメトロB号線が開通予定[2]。

## 歴史
9世紀にAulaniusという名のコミューンが、ウランの地にあった。この地はリヨンからガリア・ナルボネンシスへ向かうローマ街道が通っており、ローマ時代の水道橋跡が見つかっている。19世紀半ばまでのウランは小さな農村だった。
産業革命が始まり、ウランにアルフォンス・クレマン＝デゾルム（fr）によって蒸気機関の工場が設置されるとまちも発展していった。1854年、クレマン＝デゾルムのウラン工場はグラン・サントラル鉄道会社に吸収された。鉄道業界の繁栄が何年も続くウランの栄光の時代を築き、リヨンの製革業者、生肉加工場、ガラス製造など別の業種もウランに根付いた。
第二次世界大戦期は、市長クロード・ジョルデリーが体現した抵抗運動に象徴される。占領に抵抗し、1941年10月13日、工場はストライキを行った。夜間には鉄道労働者数十人が逮捕された。
大戦後、まちは変化を経験し、鉄道関連の工場閉鎖で不況に苦しむこととなった。一方で、リヨン南西の重要な商業中心地となっていった。それは文化的復興でもあった。劇場や図書館が整備された。経済的変換から、まちはサービス業が中心となった。

## 人口統計
| 1962年 | 1968年 | 1975年 | 1982年 | 1990年 | 1999年 | 2006年 |
| ------ | ------ | ------ | ------ | ------ | ------ | ------ |
| 24 356 | 26 604 | 27 772 | 27 168 | 26 129 | 25 183 | 26 000 |

Sources : CassiniとInsee

## 姉妹都市
- ニュルティンゲン、ドイツ
- ペーシャ、イタリア